# Montrelais
Montrelais ist eine französische Gemeinde mit 843 Einwohnern (Stand 1. Januar 2022) im Département Loire-Atlantique in der Region Pays de la Loire; sie gehört zum Arrondissement Châteaubriant-Ancenis und zum Kanton Ancenis-Saint-Géréon.

## Lage
Die Gemeinde Montrelais liegt an der Grenze zum Département Maine-et-Loire am rechten Ufer der unteren Loire und wird vom Fluss Boire Torse durchquert, der hier noch Ruisseau de Bray genannt wird, 49 Kilometer nordöstlich von Nantes und 36 Kilometer westsüdwestlich von Angers. Nachbargemeinden von Montrelais sind La Chapelle-Saint-Sauveur im Norden, Ingrandes-le-Fresne-sur-Loire im Osten und Varades im Westen.

## Bevölkerungsentwicklung
| Jahr                       | 1962 | 1968 | 1975 | 1982 | 1990 | 1999 | 2006 | 2013 | 2022 |
| Einwohner                  | 558  | 514  | 541  | 587  | 587  | 664  | 791  | 864  | 843  |
| Quellen: Cassini und INSEE |      |      |      |      |      |      |      |      |      |

## Sehenswürdigkeiten
- Kirche Saint-Pierre (15./18. Jahrhundert, Monument historique) mit Glasmalerei-Fenstern aus den frühen 1880er Jahren der damals in Nantes ansässigen Werkstatt Henri (= Heinrich) Ely und Söhne.

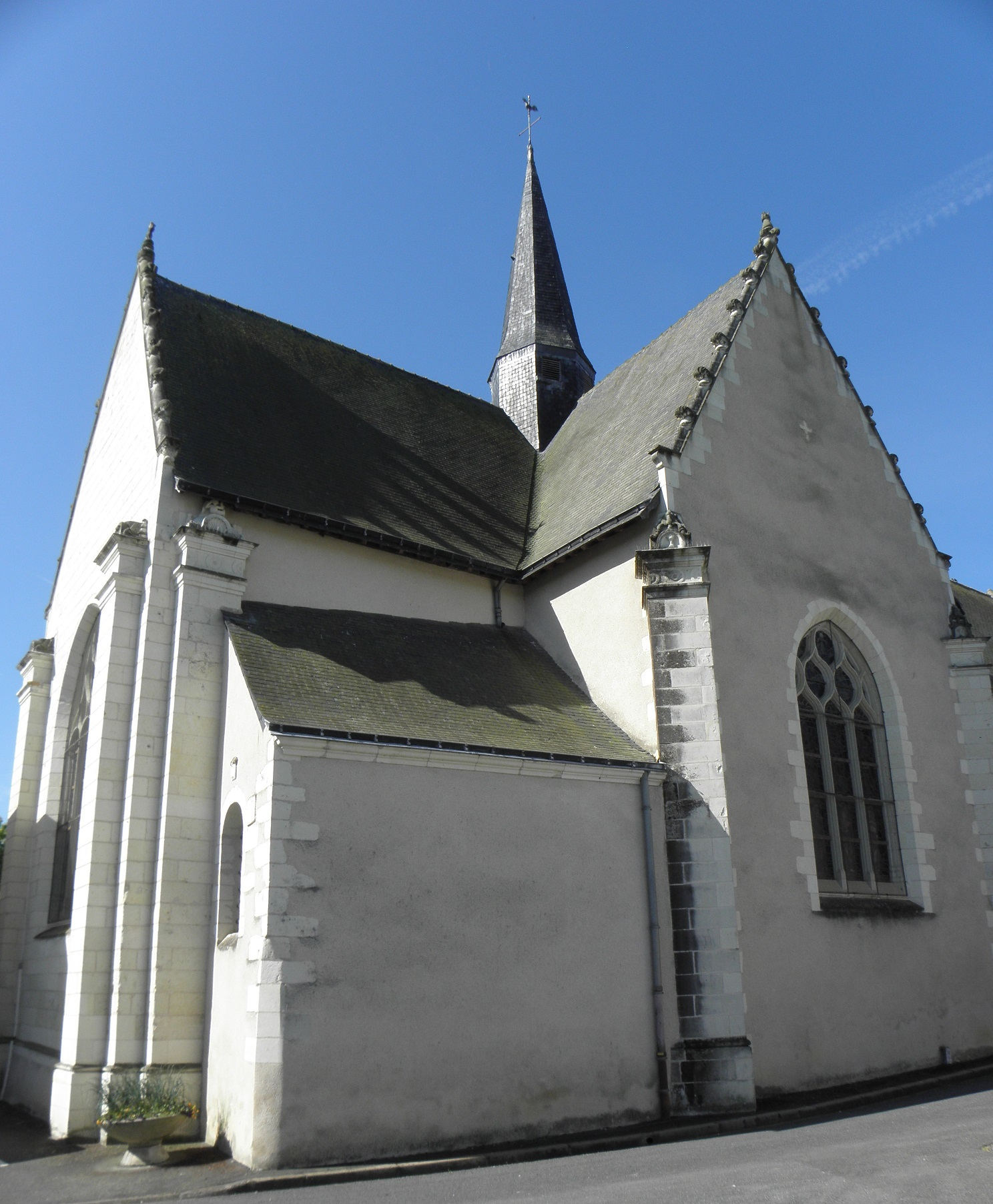
Kirche Saint-Pierre
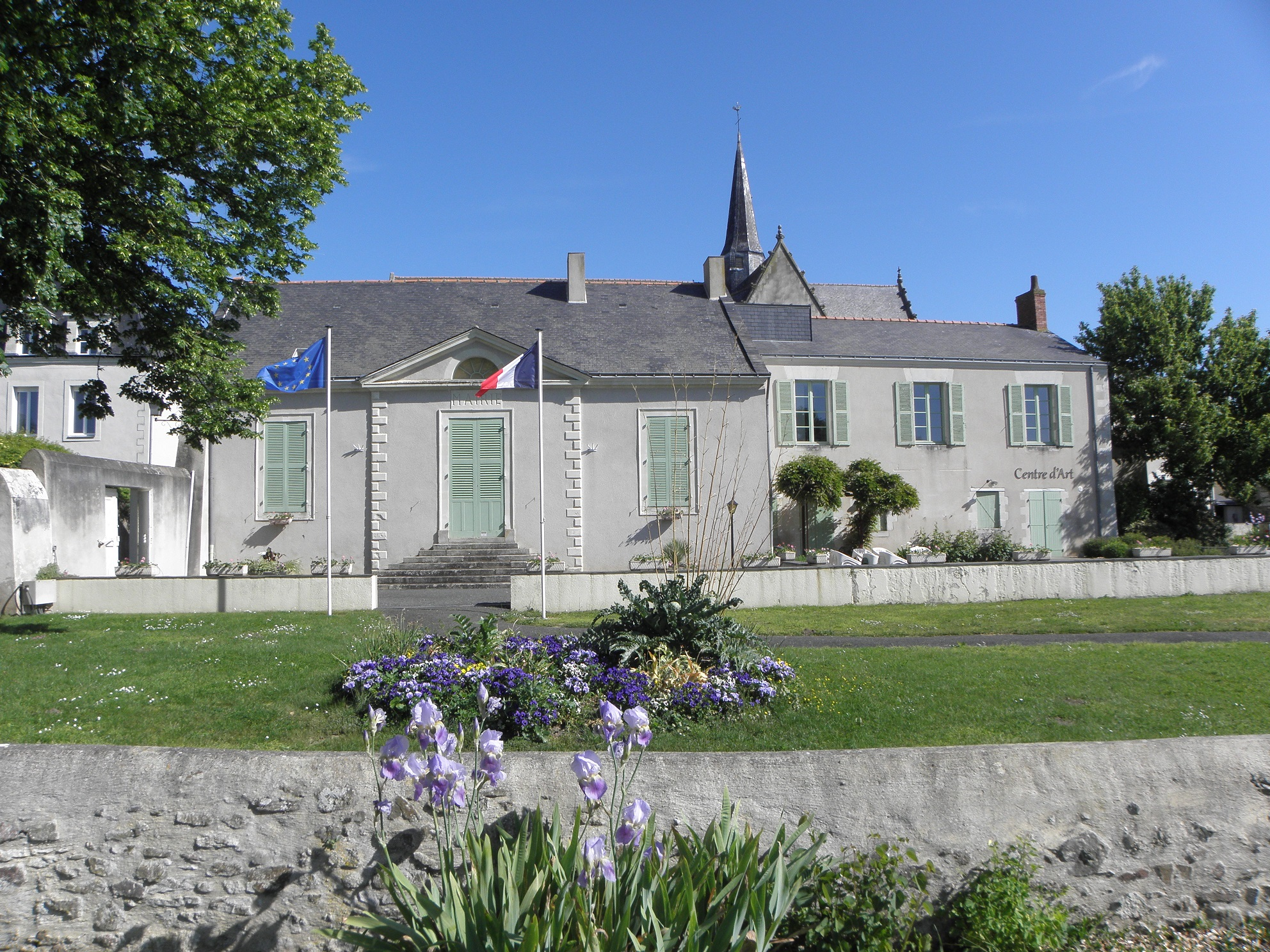
Mairie Montrelais

## Persönlichkeiten
- Rodolphe Bresdin (1822–1885), Grafiker, geboren in Montrelais